# Claes Cronqvist
Claes Cronqvist (ur. 15 października 1944) – były szwedzki piłkarz występujący na pozycji napastnika.

## Kariera klubowa
Cronqvist zawodową karierę rozpoczynał w 1962 roku w klubie Landskrona BoIS. W 1966 roku odszedł do Djurgårdens IF. W tym samym roku zdobył z nim mistrzostwo Szwecji, a rok później wywalczył wicemistrzostwo Szwecji. W 1971 roku powrócił do zespołu Landskrona BoIS. W 1972 roku zdobył z nim mistrzostwo Szwecji. W 1974 roku zakończył karierę.

## Kariera reprezentacyjna
W reprezentacji Szwecji Cronqvist zadebiutował 22 lutego 1970 w zremisowanym 0:0 towarzyskim meczu z Meksykiem. W tym samym roku został powołany do kadry na Mistrzostwa Świata. Zagrał na nich w jednym meczu swojej drużyny - z Włochami (0:1). Ostatecznie tamten turniej Szwecja zakończyła na fazie grupowej. W 1974 roku Cronqvist ponownie znalazł się w kadrze na Mistrzostwa Świata. Tym razem nie wystąpił na nich ani razu, a Szwecja odpadła z turnieju po drugiej rundzie. W latach 1970–1974 w drużynie narodowej Cronqvist rozegrał w sumie 16 spotkań.